# Semicytherura sella
Semicytherura sella är en kräftdjursart som beskrevs av Georg Ossian Sars 1866. Semicytherura sella ingår i släktet Semicytherura, och familjen Cytheruridae. Arten är reproducerande i Sverige.